# المناخ، إب
المناخ هي إحدى قرى الجمهورية اليمنية. تتبع جغرافيا لمحافظة إب وإداريًا لمديرية إب. يبلغ تعداد سكانها 3666 نسمة حسب الإحصاء الذي أجري عام 2004.